# Donausteg Deggendorf
Die Fuß- und Radwegbrücke über die Donau in Deggendorf, Niederbayern, auch Donausteg Deggendorf genannt, überspannt die Donau zwischen Deggendorf und dem Stadtteil Fischerdorf bei Flusskilometer 2285,87. Ihre Durchfahrtshöhe beträgt 8,75 m.
Die Stahlfachwerkbrücke mit sechs Feldern erhielt 2016 den Deutschen Brückenbaupreis in der Kategorie Fuß- und Radwegbrücken. Mit einer Gesamtlänge von 456 Metern gehört sie zu den längsten Geh- und Radwegbrücken Europas.

## Geschichte
Die Brücke wurde im Zusammenhang mit der Landesgartenschau Deggendorf 2014 unter dem Motto „Brückenschlag Donau - Ufer verbinden, Grenzen überwinden“ geplant und errichtet. Bauherr des zehn Millionen Euro teuren Bauwerks war die Stadt Deggendorf. An Zuschüssen erhielt sie insgesamt 4,65 Millionen Euro. Die neue Brücke liegt auf der Trasse einer 1877 erbauten und 2010 abgebauten Eisenbahnbrücke, die durch einen 19 Meter stromauf liegenden Neubau ersetzt wurde. Die Bauausführung begann am 17. Januar 2011 und wurde bis Dezember 2013 weitgehend abgeschlossen. Bis April 2014 wurden nur noch kleinere Restarbeiten durchgeführt, um während der Landesgartenschau für die Besucher die Verbindung der Bereiche auf beiden Donauseiten herzustellen. Die feierliche Eröffnung und Freigabe zur öffentlichen Nutzung erfolgte am 11. Oktober 2014.

## Konstruktion
Die Stahlfachwerkskonstruktion ist ein 456 m langer Durchlaufträger, der auf fünf Pfeilern und den Widerlagern ruht. Die größte Spannweite beträgt 106 m und liegt über dem Fahrwasser der Donau. Die Achsen der Pfeiler wurden hier an die Achsen der bestehenden Eisenbahnbrücke angepasst. Die Stützweiten der Felder betragen (von Nord nach Süd) 74,8 + 106,0 + 85,0 + 61,0 + 55,48 + 73,45 m.

### Gehweg
Die Gehwegplatte ist in Ufernähe jeweils 5,50 m breit und verjüngt sich auf bis zu 3,80 m. Sie wird aus quer liegenden 10 cm starken und 14 cm breiten Lärchenbohlen gebildet. Diese sind mit offenen Fugen von etwa 12 mm verlegt, um die Entwässerung sicherzustellen. Das Schutzgeländer ist 1,20 m hoch und wird gebildet aus einem zwischen einem Eisenträger unten und einem Eichenhandlauf oben gespannten Edelstahlnetz.

### Tragwerk
Das Haupttragwerk besteht aus geschweißten Hohlkastenprofilen und ist um acht Grad nach innen geneigt. Die Diagonalen sind in flachen Winkeln zwischen den Gurten angeordnet. Damit ergibt sich die geringste Breite zwischen den Geländern zu 3,50 m und die geringste Höhe mit 3,20 m. An den uferseitigen Enden sind die Fachwerkträger je 4,30 m hoch. Die größte Höhe des Trägers liegt über dem Fahrwasser und ist 8,47 Meter.

## Bauausführung
Der Bau der Brücke erfolgte im Schiebeverfahren vom südlichen Ufer her.